# 1956年メルボルンオリンピックのニュージーランド選手団
1956年メルボルンオリンピックのニュージーランド選手団（1956ねんメルボルンオリンピックのニュージーランドせんしゅだん）は、1956年11月22日から12月8日にかけてオーストラリアのメルボルンで開催された1956年メルボルンオリンピックのニュージーランド選手団、およびその競技結果。

## 概要
今大会は金メダル2個、合計2個のメダルを獲得した。

## メダル
| メダル | 選手名                                | 競技       | 種目         |
| ------ | ------------------------------------- | ---------- | ------------ |
| 金     | ノーマン・リード                      | 陸上       | 男子50km競歩 |
| 金     | ジャック・クロップ ピーター・マンダー | セーリング | シャーピー級 |